# 第四代程式語言
第四代程式語言（fourth-generation programming language）簡稱4GL，是指在程式語言世代分類中，在第三代编程语言（3GL）之上的电子计算机编程语言。例如Clipper、SQL、SAS、MATLAB都是第四代程式語言。
每一世代的程式語言都希望程式的抽象程度越高，越不用處理和電腦硬件內部相關的細節，讓程式對程序员更友好，更強大，也更通用。第四代程式語言的定義隨著時代而改變，不過其特點是可以處理大量資訊的集合，而不是只專注於位元及字节。許多自認是第四代程式語言的語言支援数据库管理、報表產生、最优化、GUI開發或是網頁程式設計。有些研究者則將第四代程式語言視為是领域特定语言的一部份
第四代程式語言的概念是從1970年代到1990年代之間形成，和大部份的第三代程式語言發展有重疊。像是C语言、C++、C♯、Java及JavaScript仍常出現在許多應用中，而第四代程式語言最早是針對較專門的應用所規劃。一些晚期的第三代程式語言，像是Python、Ruby及Perl已結合了一些第四代程式語言的能力，但仍在通用第三代程式語言的環境下運作。大部份流行的第三代程式語言也有函式庫支援類似第四代程式語言的功能，因此兩者的分界越來越來模糊。
在1980年代及1990年代時，已有研究者開始在開發第五代程式語言（5GL）。

## 較前期的程式語言
- 第一代编程语言
- 第二代程式語言
- 第三代编程语言

## 較後期的程式語言
- 第五代程式語言